# Ikon (computer)
 For alternative betydninger, se Ikon. (Se også artikler, som begynder med Ikon)
Et ikon er et lille symbol som repræsenterer et program eller en fil i en computer. Ved at klikke på ikonet kan brugeren udføre forskellige handlinger, som at åbne, flytte eller slette programmet eller filen som ikonet repræsenterer.
Dataikoner kan også være placeret i en værktøjslinje som brugeren kan aktivere en funktion i programmet ved at klikke på ikonet.